# Illa de Joinville
L'illa de Joinville és la més gran de les illes de l'arxipèlag de Joinville, a l'Antàrtida. Té una llargada d'uns 74 quilòmetres i una amplada de 22, per a una superfície total de 1.607 km². El mont Tholus, amb 852 msnm, n'és el cim més alt. Està completament coberta de gel. Està situada al nord-oest de la península Antàrtica, de la qual està separada per l'estret Antàrtic.
L'illa de Joinville va ser descoberta i cartografiada el 1838 per una expedició francesa comandada pel capità Jules Dumont D'Urville, el qual l'anomenà en homenatge a Francesc d'Orleans, príncep de Joinville.